# Casa Facile
CasaFacile è una rivista italiana dedicata all'arredamento d'interni pubblicata dal 1997 da Mondadori, e dal 2022 di proprietà di Stile Italia Edizioni.

## Storia editoriale

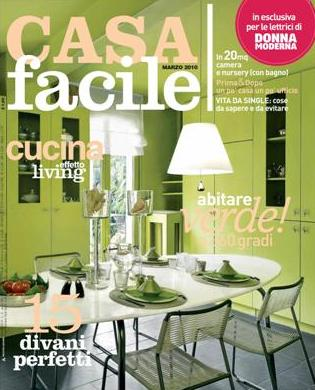
La copertina del numero di marzo 2010

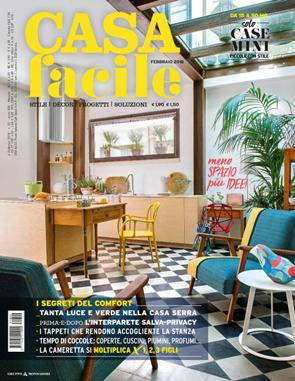
Copertina di febbraio 2018

Fondata nel 1997 da Marina Carrara, che ne è stata anche direttrice nello stesso anno, è un mensile del Arnoldo Mondadori Editore che si occupa di arredamento d'interni. Nel 2005 la rivista ha cambiato formato e grafica e ha aggiunto una sezione dedicata allo shopping per la casa. La grafica è stata poi ulteriormente modificata con la nuova direttrice Silighini nel giugno 2006. Dal 2015 ogni mese esce con un approfondimento che tratta i temi principali della decorazione, del verde, dell'organizzazione, delle ristrutturazioni e dello shopping.
Nel 2017 la rivista ha compiuto 20 anni e ha pubblicato un numero speciale nel mese di dicembre in cui ha presentato tre case allestite ad hoc per l'occasione.
Il 1º gennaio 2022 la rivista viene ceduta alla società editrice «Stile Italia Edizioni» (75% La Verità Srl, 25% Mondadori) per la pubblicazione del periodico.

## Diffusione
La rivista ha una diffusione cartacea di 169 000 copie (2017). Possiede un pubblico per l'80% femminile.

## Contenuti
La rivista si articola in diverse rubriche:
- Ispirazione, una rubrica che vuole offrire alcuni spunti sull'arredamento
- Décor, sezione interamente incentrata sulla decorazione
- Arredare, una sezione dedicata a mobili e complementi d'arredo
- Scegliere, una sezione di consigli e proposte relative al mobilio e agli elettrodomestici
- Progettare, una rubrica dedicata al rinnovo e alla ristrutturazione dei locali della casa
- Food, rubrica relativa ai complementi per la tavola
- Fai da te, una rassegna che riguarda il bricolage e il fai da te
- Shopping tour, una sezione con indirizzi per gli acquisti

## Direttori
- Marina Carrara (dal 1997 al 1998)
- Gloriana Ducrot (dal 1998 al 2006)
- Giusi Silighini (dal 2006 al 2018)
- Francesca Magni (dal 2018)

## Numeri speciali e inserti
- Dècor
- Verde
- Organizzazione
- Ristrutturazioni
- Shopping